# Atlantolocia laevidorsalis
Atlantolocia laevidorsalis is een krabbensoort uit de familie van de Leucosiidae. De wetenschappelijke naam van de soort is voor het eerst geldig gepubliceerd in 1881 door Miers.